# Le Roi Jean
La Vie et la Mort du roi Jean (The Life and Death of King John) est une pièce de théâtre de William Shakespeare évoquant le règne (1199-1216) de Jean d'Angleterre.
La première représentation est attestée en 1598. On situe l’écriture de la pièce entre 1593 et 1596. Certains la voient antérieure à 1591. Elle pourrait s'inspirer de The Troublesome Reign of King John, pièce attribuée à Christopher Marlowe ou George Peele, mais l’antériorité de celle-ci est controversée.

## Matière historique
Parmi les événements historiques évoqués dans Le Roi Jean (traité du Goulet, excommunication de Jean, révolte des barons, invasion de l’Angleterre, mort de Jean), le traitement infligé au jeune Arthur prend une place importante, sans toutefois donner une réelle unité à la pièce.
Richard Cœur de Lion, troisième fils d’Henri II et d’Aliénor d’Aquitaine, qui gouverne l’empire Plantagenêt (Anjou, Maine, Touraine, Normandie, Poitou, Aquitaine, Angleterre), meurt en 1199. Les coutumes angevines désignent son neveu Arthur (fils de Geoffroy, le quatrième fils d’Henri II) comme héritier. Mais Jean, le cinquième fils d’Henri II, est fort du soutien des barons d’Angleterre et de la préférence que lui accorde sa mère. Profitant de la jeunesse de son neveu (douze ans, à la mort de Richard), il usurpe l’héritage.
En 1202, à la bataille de Mirebeau, le jeune Arthur est fait prisonnier. Il est détenu par Jean au château de Falaise, puis à Rouen. On perd alors sa trace. On pense généralement qu’il aurait été exécuté sur ordre de Jean, peut-être en avril 1203, c’est-à-dire à seize ans — la rumeur précise dans une barque, sur la Seine, de la propre main de Jean.

## Personnages
- Le roi Jean d’Angleterre.

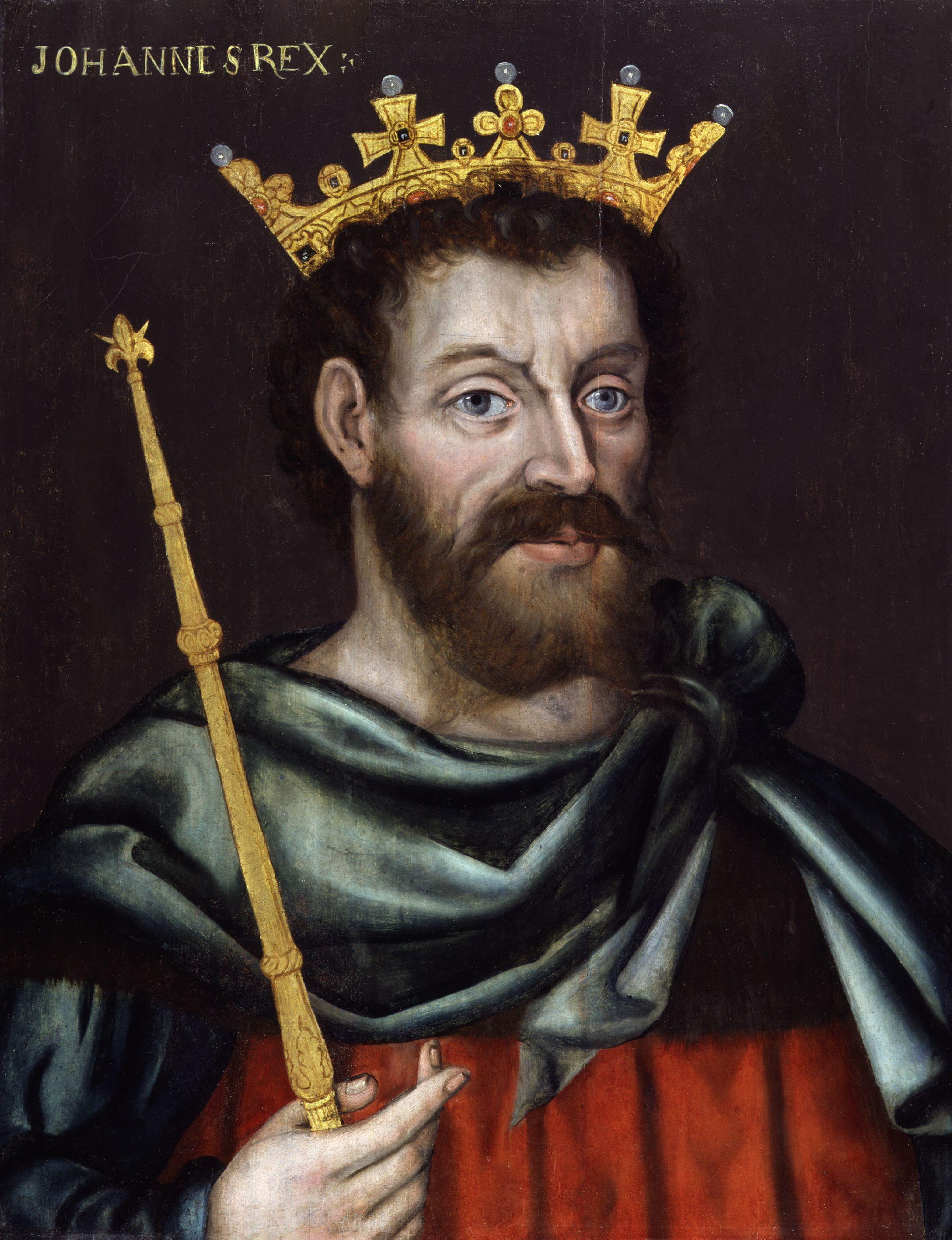
Jean d’Angleterre, par un artiste inconnu.

- Éléonore, mère de Jean et grand-mère d’Arthur.
- Le prince Henri, fils de Jean et futur Henri III.
- Blanche, nièce de Jean.
- Pembroke.
- Essex, grand justicier d’Angleterre.
- Salisbury.
- Bigot, comte de Norfolk.
- Constance, veuve de Geoffroy Plantagenêt et mère d’Arthur.
- Arthur. Il est le fils de Geoffroy Plantagenêt, un des frères aînés de Jean.
- Robert Faulconbridge.
- Le bâtard Philippe Faulconbridge, bâtard de Richard Cœur de Lion et demi-frère de Robert Faulconbridge.
- Lady Faulconbridge, mère de Philippe et Robert.
- Gourney, attaché au service de Lady Faulconbridge.
- Pomfret, prophète.
- Philippe, roi de France.
- Louis, dauphin de France.
- Melun, seigneur français.
- Châtillon, ambassadeur de Philippe.
- Limoges, duc d’Autriche. Shakespeare fusionne Léopold V d'Autriche, qui emprisonna Richard Cœur de Lion, et le vicomte Adémar V de Limoges, seigneur du château de Châlus, au siège duquel Richard fut tué.
- Pandolphe, cardinal, légat du pape.
- Citoyen d’Angers. Il est parfois prénommé Hubert, dans l’in-folio de 1623.
- Hubert, geôlier d’Arthur. Ne fait-il qu’un avec le citoyen d’Angers, ou s’agit-il de deux personnages différents ? Les critiques sont divisés sur ce point. Shakespeare ne précise nullement qu’il s’agit d’Hubert de Burgh (Hubert de Bourg), gouverneur du château de Falaise, où Arthur fut détenu.

## Résumé

### Acte I
À Northampton, Châtillon, ambassadeur de Philippe de France, vient demander à Jean de reconnaître les droits d’Arthur Plantagenêt. Jean refuse. Philippe, par la bouche de Châtillon, déclare la guerre à Jean.
Là-dessus, Jean doit trancher dans une affaire d’héritage entre Robert Faulconbridge et son frère Philippe, bâtard de Richard Cœur de Lion. Éléonore, la mère de Jean, propose au bâtard de renoncer à l’héritage, et de la suivre en France.

### Acte II
Angers est assiégée par Louis, dauphin de France. Devant les murs de la ville, il accueille Limoges, duc d’Autriche, et Arthur. Arrivent également le roi Philippe et Constance. Limoges s’engage à ne pas retourner dans ses États, à ne pas déposer les armes tant qu’Arthur ne sera pas rentré dans ses droits.
Jean paraît, à la tête de ses troupes, accompagné de sa mère, de Blanche de Castille et du bâtard. Un échange très vif oppose bientôt Éléonore, la grand-mère paternelle d’Arthur, à la mère de celui-ci, Constance, tandis que le bâtard ne cesse de railler la lâcheté de Limoges. Philippe (au nom d’Arthur) et Jean s’adressent alors aux habitants d’Angers, leur demandant d’ouvrir les portes à leur souverain. Les habitants répondent qu’ils sont sujets du roi d’Angleterre, et qu’ils n’ouvriront qu’à celui qui aura prouvé qu’il a le meilleur droit. Le siège se poursuit donc. Mais un citoyen d’Angers propose aux agresseurs de régler l’affaire autrement : en mariant Blanche, nièce de Jean, au dauphin Louis. Blanche et Louis acceptent.

### Acte III
Ce compromis n’est pas du goût de Constance, la mère d’Arthur. Mais, tout de suite après le mariage, arrive Pandolphe, légat du pape, qui reproche à Jean de tenir écarté de son siège l’archevêque de Cantorbéry. Jean se drape dans son mépris du pape. Pandolphe maudit Jean, l’excommunie. Puis il demande à Philippe de lui déclarer la guerre, sous peine d’excommunication. Philippe est très hésitant. Il ne veut pas de la guerre. Mais Pandolphe est intraitable. Philippe finit par accepter. Il déclare la guerre à Jean.
Au moment de partir pour l'Angleterre, celui-ci fait prisonnier Arthur, et ordonne à Hubert de le tuer.
Constance est désespérée de savoir Arthur prisonnier. Pandolphe, quant à lui, est persuadé que Jean va faire mourir Arthur, et qu'à cette nouvelle le peuple se révoltera. Il conseille donc au dauphin Louis de se rendre en Angleterre et de mettre à profit ce mécontentement. Il pourra ainsi s’emparer des biens d’Arthur.

### Acte IV
Hubert s’apprête à sacrifier Arthur en lui brûlant les yeux au fer rouge. Mais il n’en a pas le courage. Cependant, les nobles arrivent à convaincre Jean qu’il vaut mieux libérer Arthur que le tuer, car le peuple murmure. Quand Hubert se présente, tous interprètent son silence comme l’aveu d’une mission accomplie. Les nobles, indignés, quittent la cour. Jean apprend que les Français envahissent l’Angleterre, et que l’annonce de la mort d’Arthur a mis le peuple en émoi. Arthur meurt accidentellement, en tentant de s’évader. Les nobles jurent de venger sa mort. Ils passent à l'ennemi.

### Acte V

La mort de Jean, au théâtre Dury Lane de Londres, en 1865.

Jean fait soumission au pape, en échange d’un retrait des Français. Pandolphe va donc trouver le dauphin Louis pour exiger qu’il fasse la paix avec Jean. Louis refuse, et se prépare à la bataille. Jean, qui a été empoisonné, se retire à l’abbaye de Swineshead. Lors de la bataille, les nobles anglais ralliés à Louis apprennent que celui-ci compte les exécuter, une fois la bataille gagnée. Aussi rejoignent-ils Jean, qui leur pardonne, puis meurt. Louis propose la paix. C'est le fils de Jean, et non celui de Philippe, qui accède au trône d'Angleterre.

## Analyse
Le spectateur peut être déconcerté par cette œuvre pleine de maladresses, de négligences, d’incohérences. Qui est le héros ? Sur qui fixer sa sympathie ? Si l’on reconnaît à la pièce du lyrisme et de l’ironie, on lui reproche aussi un manque de construction et d’unité, et un propos si peu clair que les interprétations les plus diverses en ont longtemps été données.
La critique moderne en est venue à considérer la pièce comme un déroutant jeu d’ambiguïtés et de contradictions. Personnages et événements fluctuent, oscillent, et les plus orgueilleuses façades en sortent fissurées. Le Moyen Âge est vu ici par un homme de la Renaissance : les masques des vertus chevaleresques — honneur, courtoisie, générosité — sont cruellement arrachés, découvrant le pragmatisme, le calcul égoïste, l’abjuration, le reniement, l'absence de tout repère. Plus l’apparat et le solennel se manifestent dans Le Roi Jean, plus ils sont l’indice d’étroit calcul et de forfaiture. Pour exprimer un monde ainsi corrompu, où rien n’est vrai, rien n’est certain, rien n’est stable, où les valeurs se retournent contre elles-mêmes, la phrase de l’auteur cherche à épouser les tortueux détours de l’âme.
C’est l’intérêt personnel — et notamment la cupidité — qui mène les souverains. Mais l’intérêt personnel ne triomphe pas toujours, en raison de l’intervention du temps et de la fortune, combinées à trois autres forces : la guerre, la mort et l’occasion. L’Histoire n’est qu’une loterie, qui nous hisse vers le sommet ou nous précipite au fond de l’abîme, et le monde n’a plus qu’à s’écrouler comme l’empire Plantagenêt qui, dans les mains de Jean, se laisse dépecer par Philippe Auguste.

## Notoriété
Le public de l’époque victorienne appréciait beaucoup la pompe et la majesté du Roi Jean. De nos jours, même en Grande-Bretagne, elle est une des pièces de Shakespeare les moins connues. Elle est rarement jouée.